# ATV Aktuell
ATV Aktuell ist die Hauptnachrichtensendung bei ATV. Die 20-minütige Sendung wird täglich abends um 19:20 Uhr live ausgestrahlt.
ATV Aktuell möchte nach Angaben von ATV vor allem die werberelevante Zielgruppe der 14- bis 49-Jährigen ansprechen.
Die Sendung ist mit einem Durchschnittsmarktanteil von 5 % Marktführer unter den Nachrichtensendungen im österreichischen Privatfernsehen.

## Moderatoren
Nachrichten
Moderiert wird die Sendung von Sylvia Saringer, Meinrad Knapp, Benedikt Gmeiner und Jenny Laimer.
Sport
Die Sportmoderation übernehmen Elisabeth Auer, Martin Reichenauer, Christian Nehiba (2009) und ATV-Sportchef Mark Michael Nanseck.
Wetter
Die Wetterberichte moderieren Regina Kail und Peter Praschinger.

## Dazugehörige Formate

### Sondersendungen
Zur Nationalratswahl 2008 wurde eine eigene Diskussion der Spitzenkandidaten gesendet, bei der die Österreicher ihre Fragen an die Politiker direkt stellen konnten. Moderiert wurde die Sendung „ATV Meine Wahl“ von den Moderatoren der Nachrichtensendung, Sylvia Saringer und Meinrad Knapp.

### Nachmittagsausgaben
Seit 2008 informiert die ATV Nachrichtenredaktion wochentags auch in einer kurzen Newsausgabe um 16.25 Uhr am Nachmittag.

### ATV Aktuell auf ATV2
Täglich werden eigens für ATV2 produzierte Nachrichten gesendet. Während die fünfminütige Sendung montags bis freitags um 17:45 Uhr ausgestrahlt wird, wird sie samstags und sonntags um 19:20 Uhr gesendet.

### ATV Aktuell: Die Woche
Seit April 2018 wird sonntags um ca. 22:20 Uhr eine Informationstalksendung mit Meinrad Knapp als Moderator auf ATV ausgestrahlt. Zusammen mit den Polit-Experten Thomas Hofer und Peter Hajek sprechen sie über die Geschehnisse in der Politik und Gesellschaft der letzten sieben Tage.

### ATV Aktuell: Im Fokus
In der seit September 2020 nach ATV Aktuell: Die Woche ausgestrahlten Sendung ATV Aktuell: Im Fokus werden Fragen von den ATV-Journalisten den Spitzenpolitiker und -innen in 15-minütigen Gesprächen gestellt. Die Fragen stellen Jenny Laimer, Benedikt Gmeiner, Raffaela Singer und Manfred Schmid.

### ATV Aktuell: Der Talk
In der Talksendung bespricht Meinrad Knapp mit Journalist und -innen die aktuellen Themen, die Österreich bewegen. Sie wird sonntags um 23 Uhr ausgestrahlt.